# Máximo Damián Morales
Máximo Damián Morales  (Ciudad de Buenos Aires, 18 de septiembre de 1973) es un escritor y editor argentino.

## Datos biográficos
Egresó de la Facultad de Filosofía y Letras de la Universidad de Buenos Aires con el título de Editor. También es Profesor de Educación Primaria, egresado del Normal N.º 7; y Especialista en Literatura Infantil y Juvenil.
Se ha desempeñado como docente, editor, librero y narrador oral de cuentos. Colabora con artículos en diversos medios gráficos. Dicta numerosas charlas y talleres sobre literatura fantástica y el género maravilloso, la ciencia ficción, la fantasía, la mitología celta y nórdica.
En el año 2003 inaugura la librería Cazador de Libros con la cualidad de ofrecer el servicio de búsqueda de libros agotados.
En el año 2005 funda el sello Editorial TirNanOg donde comienza a publicar cuentos tradicionales fantásticos y maravillosos, mitos, leyendas, fantasía y de divulgación de la cultura celta. El primer título de la editorial, Cuentos de hadas y duendes de la Patagonia, es una recopilación de cuentos de tradición oral de la Patagonia argentina, narrados por ancianos mapuches y galeses, que fueron recogidos por el autor durante los tres meses  que viajó por distintas zonas de la Patagonia.
En febrero de 2006 es invitado al Ateneo Grand Splendid para presentar Harry Potter y el misterio del príncipe junto a la traductora y la ilustradora.
Algunos de sus libros se encuentran traducidos a varios idiomas en Europa.

## Algunas de sus obras
- Se busca un héroe. Magisterio del Río de la Plata. 1998. ISBN 950-550-261-3
- Cuentos de duendes – Relatos mágicos celtas. Junto con Roberto Rosaspini Reynolds. Ediciones Continente. 2003. ISBN 978-95075410-0-1
- Cuentos de brujas – Relatos mágicos medievales. Ediciones Continente. 2003. ISBN 978-95075410-3-2
- El mágico mundo de las brujas. Ilustraciones de Fernando Molinari. Ediciones Continente. 2003. ISBN 978-95075410-1-8
- El mágico mundo de los magos. Ilustraciones de Fernando Molinari. Ediciones Continente. 2004. ISBN 978-95075410-7-0
- Cuentos de hadas y duendes de la Patagonia. Editorial TirNanOg. 2005. ISBN 987-22142-0-4
- La leyenda del dragón galés. Editorial TirNanOg. 2005. ISBN 987-22142-1-2
- Mitos y leyendas de dragones. Ediciones Continente. 2005. ISBN 978-95075416-1-2
- La leyenda de San Patricio, patrono de Irlanda. Editorial TirNanOg. 2006. ISBN 987-22142-5-5
- El matador de mil dragones. Editorial TirNanOg. 2006. ISBN 987-22142-7-1
- Los símbolos celtas y su significado ancestral. Editorial TirNanOg. 2006. ISBN 987-22142-6-3
- El mágico mundo de los dragones. Ilustraciones de Fernando Molinari. Ediciones Continente. 2006. ISBN 978-95075417-5-9
- Cuentos de ogros – Relatos mágicos tradicionales. Ediciones Continente. 2007. ISBN 978-95075422-1-3
- Niamh, la reina de las hadas. Editorial TirNanOg. 2007. ISBN 978-987-23849-0-6
- Mitos y leyendas de Thor. Editorial TirNanOg. 2011. ISBN 978-987-23849-1-3
- Las cuatro ramas de los Mabinogion y otras leyendas celtas medievales. Introducción y traducción. Editorial TirNanOg. 2015. ISBN 978-987-23849-4-4
- Cuentos y leyendas de elfos. Editorial TirNanOg. 2015. ISBN 978-987-23849-5-1
- Leyendas de druidas. Editorial TirNanOg. 2016. ISBN 978-987-23849-7-5
- Aliento de Buda. Editorial TirNanOg. 2016. Novela de ciencia ficción coescrita con Bruno Malone. ISBN 978-987-23849-9-9
- La saga de Ragnar Lodbrok. Editorial TirNanOg. 2017. Adaptación de la saga medieval. ISBN 978-987-44630-5-0
- El misterio del unicornio gris. Editorial TirNanOg. 2018. Ilustraciones de Bárbara Pollini (Eamanelf). ISBN 978-987-4463-03-6
- A la sombra de los primigenios. Editorial TirNanOg. 2019. Antología de horror cósmico. Selección, prólogo y uno de los diez relatos que integran la antología. ISBN 978-987-4463-05-0
- El gato de la bruja. Editorial TirNanOg. 2019. Ilustraciones de Ladsal. ISBN 978-987-4463-06-7
- Crónicas del Doctor Peste. Editorial TirNanOg. 2021. Antología de terror. Selección, prólogo y uno de los doce relatos que integran la antología. ISBN 978-987-4463-11-1
- El gato de la bruja y el sombrero mágico. Editorial TirNanOg. 2022. Ilustraciones de Ladsal. ISBN 978-987-4463-20-3
- La saga de Eirik el Rojo. Editorial TirNanOg. 2023. Adaptación de la saga medieval. ISBN 978-987-4463-23-4
- El gato de la bruja en halloween. Editorial TirNanOg. 2023. Ilustraciones de Ladsal. ISBN 978-987-4463-24-1
- Cuentos del Señor Calabaza. Editorial TirNanOg. 2023. Antología de terror infantojuvenil. Selección, prólogo y uno de los relatos que integran la antología. Ilustraciones de Ladsal. ISBN 978-987-4463-25-8
- En el susurro de los primigenios. Editorial TirNanOg. 2024. Antología de horror cósmico. Selección, prólogo y uno de los relatos que integran la antología. ISBN 978-987-4463-29-6
- Se busca un héroe. Editorial TirNanOg. 2025. Nueva edición con ilustraciones de Mariano J. Del Franco. ISBN 978-987-4463-30-2

### Novela en episodios
Halcón de Hierro, novela de ciencia ficción steampunk que comenzó a ser editada por Stelaluna Creaciones a mediados del 2012, en episodios encuadernados artesanalmente. La obra completa se compone de once episodios:
- Halcón de Hierro. 2012.
- Halcón de Hierro. Episodio II - El reloj de la torre. 2012.
- Halcón de Hierro. Episodio III - Las Tierras Inhóspitas. 2013.
- Halcón de Hierro. Episodio IV - El engranaje perdido. 2014.
- Halcón de Hierro. Episodio V - La araña mecánica. 2014.
- Halcón de Hierro. Episodio VI - Rumbo al norte. 2015.
- Halcón de Hierro. Episodio VII - El pulpo de bruma. 2015.
- Halcón de Hierro. Episodio VIII - La prisión de Greyrock. 2016.
- Halcón de Hierro. Episodio IX - Golpe de timón. 2017.
- Halcón de Hierro. Episodio X - Baile de máscaras. 2018.
- Halcón de Hierro. Episodio XI - La Piedra de la Luz. 2018